# Marta Cubí
Marta Cubí Tudó (Igualada, Barcelona, 6 de mayo de 1985) es una exfutbolista española.

## Trayectoria
Comenzó a jugar al fútbol en el equipo de su ciudad natal, el CF Igualada, que ascendió a segunda división en 2002. Al año siguiente fue fichada por el RCD Espanyol. Su segunda temporada en el Espanyol fue la mejor de su carrera ya que fue la máxima goleadora de la Liga 2004-05 con 32 goles. Al año siguiente el Espanyol ganó la Liga y la Copa. Cubí fue la máxima goleadora del Espanyol en la Liga de Campeones 2006-07 junto a Adriana Martín, con 6 goles.
Fue despedida del equipo en mayo de 2009 junto a Noemí Rubio. Ambas jugadoras se trasladaron posteriormente al rival del Espanyol, el FC Barcelona. Un año después fichó por el recién ascendido CE Sant Gabriel, también de Barcelona. También trabaja como entrenadora de la selección Sub-16 de Cataluña y organiza bajo su nombre un campus de fútbol femenino en Camprodon.
Fue brevemente miembro de la selección española entre 2004 y 2005. En mayo de 2008 fue convocada para un partido de clasificación para la Eurocopa contra Irlanda del Norte, pero no jugó.